# IC 4742
IC 4742 — галактика типу E1 () у сузір'ї Павич.
Цей об'єкт міститься в оригінальній редакції індексного каталогу.